# Reichersdorf (Gemeinde Nußdorf)

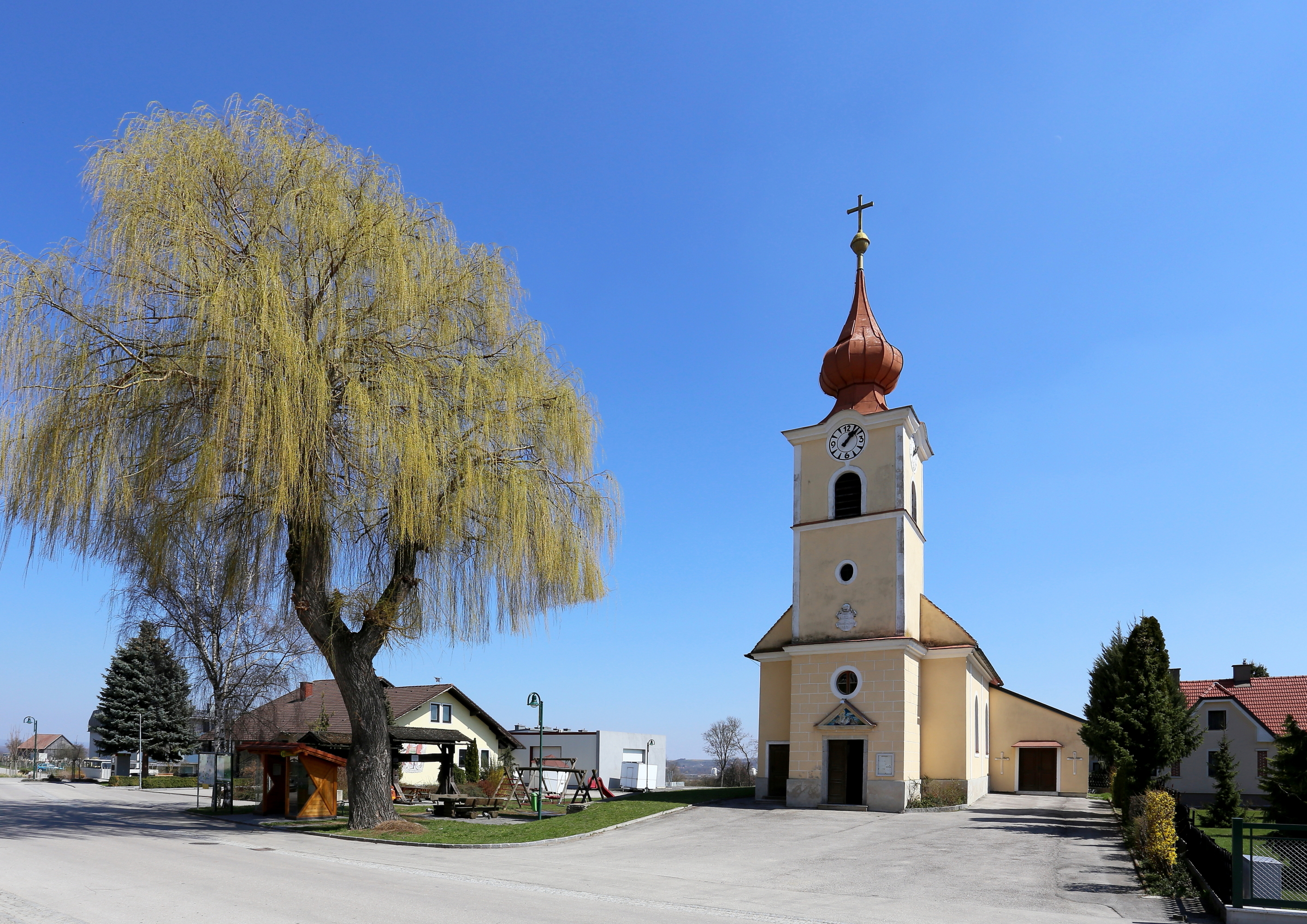
Kirche Reichersdorf

Reichersdorf ist eine Katastralgemeinde und gleichzeitig ein Dorf in der Marktgemeinde Nußdorf ob der Traisen in  Niederösterreich.

## Geografie
Es gibt dort einen Spielplatz, einen Lebensmittelladen, ein Feuerwehrhaus und eine Kirche. Beliebt dort sind das Reichersdorfer Kellergassenfest und das Feuerwehrfest, das alle zwei Jahre stattfindet. Die meisten Reichersdorfer Kinder besuchen die Nußdorfer Volksschule, weil es in Reichersdorf keine gibt.

## Geschichte
Laut Adressbuch von Österreich waren im Jahr 1938 in Reichersdorf zwei Gastwirte, zwei Gemischtwarenhändler, ein Glaser, ein Holzhändler, ein Landmaschinenhändler, eine Milchgenossenschaft, ein Obst- und Gemüsehändler, eine Schneiderin, zwei Schuster, ein Tischler, zwei Vertreter, vier Viktualienhändler und mehrere Landwirte ansässig. Weiters gab es eine Fabrik für Steinnussknöpfe.